# Europamästerskapen i fälttävlan 2001
Europamästerskapen i fälttävlan 2001 arrangerades i Pau, Frankrike. Tävlingen var den 25:e upplagan av Europamästerskapen i fälttävlan.

## Resultat
| Placering | Ryttare          | Häst           | Land |
| --------- | ---------------- | -------------- | ---- |
| 1         | Pippa Funnell    | Supreme Rock   | GBR  |
| 2         | Inken Johannsen  | Brilliante     | GER  |
| 3         | Enrique Sarasola | Dope Doux      | ESP  |
| 27        | Anna Hassö       | Son of a Bitch | SWE  |
| 30        | Dag Albert       | Midnight Blue  | SWE  |
| 32        | Anna Nilsson     | Beach Star     | SWE  |
| 42        | Anna Lidar       | Double Dealer  | SWE  |

| Placering | Land      |
| --------- | --------- |
| 1         | GBR       |
| 2         | Frankrike |
| 3         | Italien   |
| 4         | Sverige   |